# Jens Jessen (Journalist)

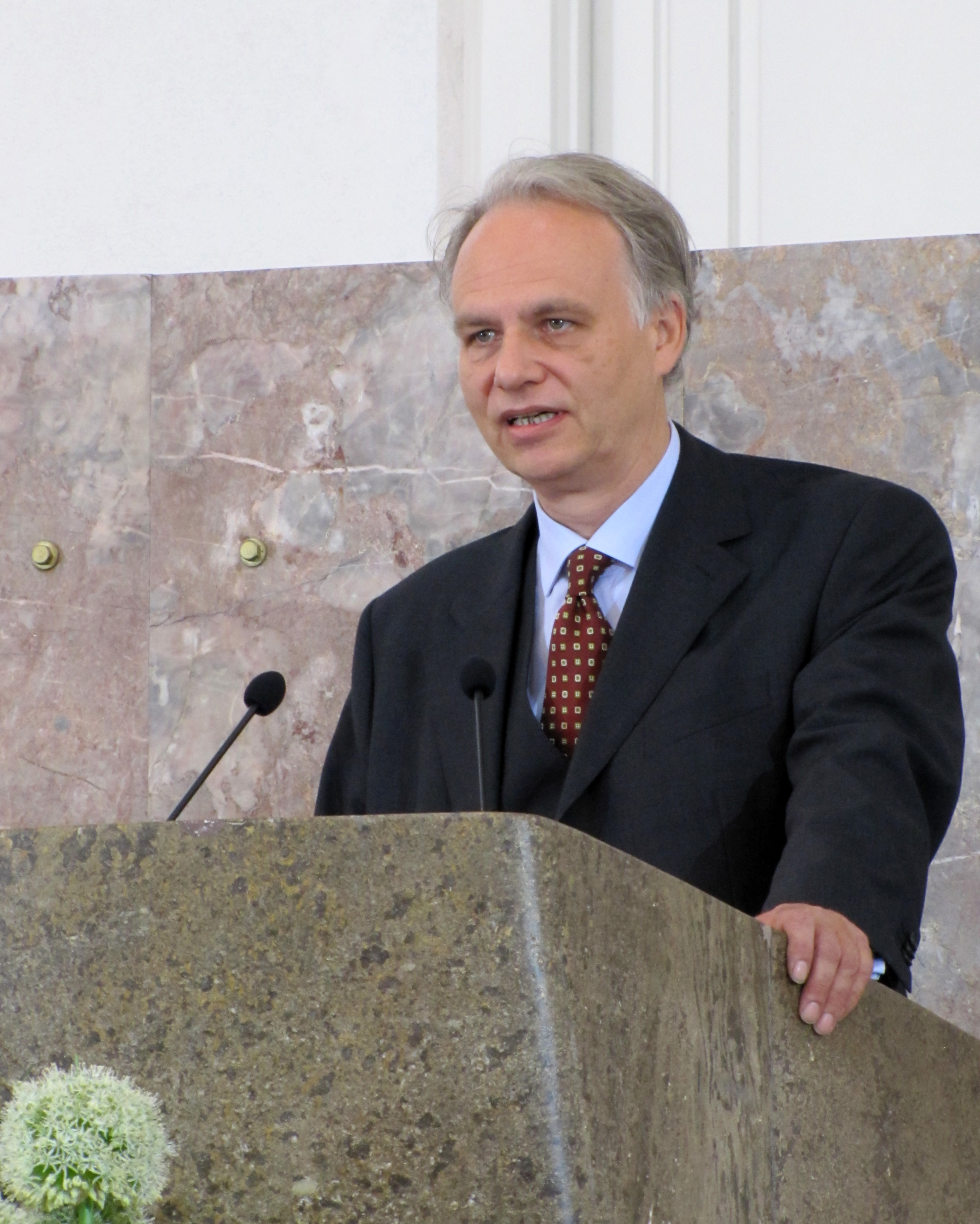
Jens Jessen, 2012 als Laudator bei der Verleihung des Ludwig-Börne-Preises an Götz Aly

Jens Jessen (* 2. August 1955 in West-Berlin) ist ein deutscher Journalist und Publizist.

## Leben
Jessen ist ein Enkel des nationalsozialistischen Wirtschaftsprofessors und späteren Widerstandskämpfers gegen das Hitler-Regime Jens Jessen, der im Zusammenhang mit dem Attentat vom 20. Juli 1944 hingerichtet wurde. Er ist zudem ein Neffe des Informatikprofessors Eike Jessen.
Jessen besuchte das Arndt-Gymnasium Dahlem, studierte Germanistik und Kunstgeschichte an der Freien Universität Berlin und an der Ludwig-Maximilians-Universität München. Er war von 1984 bis 1988 Verlagslektor in Stuttgart und Zürich, Feuilletonredakteur der Frankfurter Allgemeinen Zeitung von 1988 bis 1996 und Feuilletonchef der Berliner Zeitung von 1996 bis 1999. Von 2000 bis 2014 war Jessen Ressortleiter des Feuilletons der Wochenzeitung Die Zeit, für die er bis heute schreibt. Seine Arbeitsschwerpunkte sind Literaturkritik, Filmkritik und Politisches Feuilleton.

## Positionen und Rezeption
Hellmuth Karasek bescheinigte ihm 1995 einen „gnadenlosen Blick für das Absurde der Zeitgenossenschaft und die nötige Bildung, um es einzuordnen.“
Anlässlich einer Debatte um Jugend- bzw. Ausländerkriminalität nach der Prügelattacke in der Münchner U-Bahn 2007 fragte Jessen in einem Videoblog auf der Internetseite der Zeit Anfang 2008, „ob es nicht zu viele besserwisserische deutsche Rentner gibt, die den Ausländern hier das Leben zur Hölle machen“. Er provozierte damit eine breite, teils hochaggressive Auseinandersetzung in der Blogosphäre, welche in die Fachliteratur als Beispiel dafür einging, dass Kommunikatoren und Rezipienten nicht mehr voneinander zu trennen sind, und dass Agenda Setting kein Privileg des professionellen Journalismus sei. Henryk M. Broder und Cora Stephan warfen ihm vor, dem Opfer eine Mitschuld zuzuschreiben, Journalisten der Süddeutschen Zeitung, der Tageszeitung und der Frankfurter Allgemeinen Zeitung verteidigten Jessen gegen die Angriffe und kritisierten die „Welle von Schlamm, die sich [im Internet] über ihn ergießt“. Jessen beharrte darauf, dass Deutschland ein Spießerproblem habe, erklärte jedoch, dass er Gewalt nicht rechtfertigen wolle.
Jessen sprach sich 2017 für eine Schließung der Hamburger Roten Flora aus, weil dort  Gewalt vorbereitet, gerechtfertigt, juristisch verteidigt und organisiert werde.
Zur #metoo-Debatte äußerte er sich mit einem Artikel unter der Überschrift „Der bedrohte Mann“ 2018 kritisch. Es gehe dabei nicht mehr um Gleichberechtigung, sondern um den Triumph eines „totalitären Feminismus“. Als Beleg für eine in Mode gekommene „offen zur Schau getragene Feindseligkeit“ gegenüber Männern führte er eine Äußerung der Schriftstellerin Mirna Funk an. Sie hatte 2017 in einem Interview erklärt, man müsse „eine feministische Terror-Gruppe gründen, um die alten weißen Männer aus dem Weg zu schaffen.“

## Publikationen
als Autor
- Der Deutsche. Fortpflanzung, Herdenleben, Revierverhalten. Zu Klampen Verlag, Springe 2020, ISBN  978-3-86674-628-2.
- Was vom Adel blieb. Zu Klampen Verlag, Springe 2018, ISBN 978-3-86674-580-3.
- Im falschen Bett. Roman. Carl Hanser Verlag, München 2012, ISBN 978-3-446-23979-1.
- Deutsche Lebenslügen. Erkundungen einer bewußtlosen Gesellschaft. Verlag Hohenheim, Stuttgart 2000, ISBN 3-89850-014-4.

als Herausgeber
- Fegefeuer des Marktes. Die Zukunft des Kapitalismus. Pantheon-Verlag, München 2006, ISBN  3-570-55003-6.
- Über Marcel Reich-Ranicki. Aufsätze und Kommentare. Dtv, München 1994, ISBN 3-423-10415-5.